# NHL 1994/95
Die NHL-Saison 1994/95 war die 78. Spielzeit in der National Hockey League. 26 Teams spielten jeweils 48 Spiele. Den Stanley Cup gewannen die New Jersey Devils nach einem 4:0-Erfolg in der Finalserie gegen die Detroit Red Wings. Aufgrund des 103-tägigen Lockouts, der erst am 11. Januar 1995 endete, begann die reguläre Saison erst Ende Januar und war von 84 auf 48 Spiele verkürzt worden.
Es sollte die letzte Saison der Québec Nordiques sein. Im Sommer 1995 wurde bekanntgegeben, dass das Team nach Denver, Colorado umzieht und in Colorado Avalanche umbenannt wird.

## Reguläre Saison

### Abschlusstabellen
Abkürzungen: GP = Spiele, W = Siege, L = Niederlagen, T = Unentschieden nach Overtime, GF = Erzielte Tore, GA = Gegentore, Pts = Punkte

Erläuterungen: In Klammern befindet sich die Platzierung innerhalb der Conference;       = Playoff-Qualifikation ,       = Divisions-Sieger,       = Conference-Sieger,       = Presidents’-Trophy-Gewinner

#### Eastern Conference
| Atlantic Division        | GP | W  | L  | T | GF  | GA  | Pts |
| ------------------------ | -- | -- | -- | - | --- | --- | --- |
| Philadelphia Flyers (3)  | 48 | 28 | 16 | 4 | 150 | 132 | 60  |
| New Jersey Devils (5)    | 48 | 22 | 18 | 8 | 136 | 121 | 52  |
| Washington Capitals (6)  | 48 | 22 | 18 | 8 | 136 | 120 | 52  |
| New York Rangers (8)     | 48 | 22 | 23 | 3 | 139 | 134 | 47  |
| Florida Panthers (9)     | 48 | 20 | 22 | 6 | 115 | 127 | 46  |
| Tampa Bay Lightning (12) | 48 | 17 | 28 | 3 | 120 | 144 | 37  |
| New York Islanders (13)  | 48 | 15 | 28 | 5 | 126 | 158 | 35  |

| Northeast Division      | GP | W  | L  | T | GF  | GA  | Pts |
| ----------------------- | -- | -- | -- | - | --- | --- | --- |
| Québec Nordiques (1)    | 48 | 30 | 13 | 5 | 185 | 135 | 65  |
| Pittsburgh Penguins (2) | 48 | 29 | 16 | 3 | 181 | 158 | 61  |
| Boston Bruins (4)       | 48 | 27 | 18 | 3 | 150 | 127 | 57  |
| Buffalo Sabres (7)      | 48 | 22 | 19 | 7 | 130 | 119 | 51  |
| Hartford Whalers (10)   | 48 | 19 | 24 | 5 | 127 | 141 | 43  |
| Montréal Canadiens (11) | 48 | 18 | 23 | 7 | 125 | 148 | 43  |
| Ottawa Senators (14)    | 48 | 9  | 34 | 5 | 117 | 174 | 23  |

#### Western Conference
| Central Division        | GP | W  | L  | T | GF  | GA  | Pts |
| ----------------------- | -- | -- | -- | - | --- | --- | --- |
| Detroit Red Wings (1)   | 48 | 33 | 11 | 4 | 180 | 117 | 70  |
| St. Louis Blues (2)     | 48 | 28 | 15 | 5 | 178 | 135 | 61  |
| Chicago Blackhawks (4)  | 48 | 24 | 19 | 5 | 156 | 115 | 53  |
| Toronto Maple Leafs (5) | 48 | 21 | 19 | 8 | 135 | 146 | 50  |
| Dallas Stars (8)        | 48 | 17 | 23 | 8 | 136 | 135 | 42  |
| Winnipeg Jets (10)      | 48 | 16 | 25 | 7 | 157 | 177 | 39  |

| Pacific Division             | GP | W  | L  | T  | GF  | GA  | Pts |
| ---------------------------- | -- | -- | -- | -- | --- | --- | --- |
| Calgary Flames (3)           | 48 | 24 | 17 | 7  | 163 | 135 | 55  |
| Vancouver Canucks (6)        | 48 | 18 | 18 | 12 | 153 | 148 | 48  |
| San Jose Sharks (7)          | 48 | 19 | 25 | 4  | 129 | 161 | 42  |
| Los Angeles Kings (9)        | 48 | 16 | 23 | 9  | 142 | 174 | 41  |
| Edmonton Oilers (11)         | 48 | 17 | 27 | 4  | 136 | 183 | 38  |
| Mighty Ducks of Anaheim (12) | 48 | 16 | 27 | 5  | 125 | 164 | 37  |

### Beste Scorer
Beste Scorer waren Jaromír Jágr und Eric Lindros mit je 70 Punkten. Der beste Torschütze Peter Bondra traf 34 mal, doch dies reichte nicht einmal unter die besten 25 Scorer, da er nur neun Assists beisteuerte. Bei den Vorlagen war Ron Francis mit 48 der Beste und er führte mit +30 auch die Plus/Minus-Wertung an. Ray Bourque versuchte es mit 210 Schüssen am häufigsten. In Überzahl war Cam Neely mit 16 Toren der Beste, während in Unterzahl Peter Bondra mit sechs Treffern erfolgreich war. Mit einem Schnitt von 24,5 landete fast jeder fünfte Schuss von Ian Laperrière im Tor. Der böse Bube der Saison war Enrico Ciccone mit 225 Strafminuten. Erfolgreichster Verteidiger war Paul Coffey mit 14 Toren, 44 Vorlagen und 58 Punkten.
Abkürzungen: Sp = Spiele, T = Tore, V = Assists, Pkt = Punkte, +/− = Plus/Minus, SM = Strafminuten; Fett: Turnierbestwert
| Spieler         | Mannschaft            | Sp | T  | V  | Pkt | +/− | SM  |
| --------------- | --------------------- | -- | -- | -- | --- | --- | --- |
| Jaromír Jágr    | Pittsburgh            | 48 | 32 | 38 | 70  | +23 | 37  |
| Eric Lindros    | Philadelphia          | 46 | 29 | 41 | 70  | +27 | 60  |
| Alexei Schamnow | Winnipeg              | 48 | 30 | 35 | 65  | +5  | 20  |
| Joe Sakic       | Quebec                | 47 | 19 | 43 | 62  | +7  | 30  |
| Ron Francis     | Pittsburgh            | 44 | 11 | 48 | 59  | +30 | 18  |
| Theoren Fleury  | Calgary               | 47 | 29 | 29 | 58  | +6  | 112 |
| Paul Coffey     | Detroit               | 45 | 14 | 44 | 58  | +18 | 72  |
| Mikael Renberg  | Philadelphia          | 47 | 26 | 31 | 57  | +20 | 20  |
| John LeClair    | Montreal/Philadelphia | 46 | 26 | 28 | 54  | +20 | 30  |
| Mark Messier    | NY Rangers            | 46 | 14 | 39 | 53  | +8  | 40  |
| Adam Oates      | Boston                | 48 | 12 | 41 | 53  | −11 | 8   |

### Beste Torhüter
Abkürzungen: GP = Spiele, TOI = Eiszeit (in Minuten), W = Siege, L = Niederlagen, T = Unentschieden, GA = Gegentore, SO = Shutouts, Sv% = gehaltene Schüsse (in %), GAA = Gegentorschnitt; Fett: Saisonbestwert
| Spieler        | Mannschaft         | GP | TOI  | W  | L  | T | GA | SO | Sv%   | GAA  |
| -------------- | ------------------ | -- | ---- | -- | -- | - | -- | -- | ----- | ---- |
| Dominik Hašek  | Buffalo            | 41 | 2416 | 19 | 14 | 7 | 85 | 5  | 0,930 | 2,11 |
| Rick Tabaracci | Washington/Calgary | 13 | 596  | 3  | 3  | 3 | 12 | 0  | 0,913 | 2,11 |
| Jim Carey      | Washington         | 28 | 1604 | 18 | 6  | 3 | 57 | 4  | 0,913 | 2,13 |
| Chris Osgood   | Detroit            | 19 | 1087 | 14 | 5  | 0 | 41 | 1  | 0,917 | 2,26 |
| Ed Belfour     | Chicago            | 42 | 2450 | 22 | 15 | 3 | 93 | 5  | 0,906 | 2,28 |

### Beste Rookiescorer
Bester Scorer unter den Rookies war Peter Forsberg mit 50 Punkten. Mit 35 Vorlagen legte er hierzu den Grundstein. Paul Kariya war mit 18 Treffern erfolgreichster Torjäger. Die Plus/Minus-Wertung der Rookies führte Forsberg mit +17 an. Der böse Bube unter den Rookies war Denis Chassé mit 133 Strafminuten.
Abkürzungen: Sp = Spiele, T = Tore, V = Assists, Pkt = Punkte, +/− = Plus/Minus, SM = Strafminuten; Fett: Turnierbestwert
| Spieler        | Mannschaft | Sp | T  | V  | Pkt | +/− | SM |
| -------------- | ---------- | -- | -- | -- | --- | --- | -- |
| Peter Forsberg | Quebec     | 47 | 15 | 35 | 50  | +17 | 16 |
| Paul Kariya    | Anaheim    | 47 | 18 | 21 | 39  | −17 | 4  |
| David Oliver   | Edmonton   | 44 | 16 | 14 | 30  | −11 | 20 |
| Ian Laperrière | St. Louis  | 37 | 13 | 14 | 27  | +12 | 85 |
| Todd Marchant  | Edmonton   | 45 | 13 | 14 | 27  | −3  | 32 |

## Stanley-Cup-Playoffs
|  | Conference-Viertelfinale                              | Conference-Viertelfinale | Conference-Viertelfinale |                    | Conference-Halbfinale | Conference-Halbfinale | Conference-Halbfinale |                   |                   | Conference-Finale | Conference-Finale | Conference-Finale |  |  | Stanley-Cup-Finale | Stanley-Cup-Finale | Stanley-Cup-Finale |
|  |                                                       |                          |                          |                    |                       |                       |                       |                   |                   |                   |                   |                   |  |  |                    |                    |                    |
|  | 1                                                     | Québec Nordiques         | 2                        |                    | 2                     | Philadelphia Flyers   | 4                     |                   |                   |                   |                   |                   |  |  |                    |                    |                    |
|  | 8                                                     | New York Rangers         | 4                        | 8                  | New York Rangers      | 0                     |                       |                   |                   |                   |                   |                   |  |  |                    |                    |                    |
|  |                                                       |                          |                          |                    |                       |                       |                       |                   |                   |                   |                   |                   |  |  |                    |                    |                    |
|  | 2                                                     | Philadelphia Flyers      | 4                        | Eastern Conference | Eastern Conference    | Eastern Conference    |                       |                   |                   |                   |                   |                   |  |  |                    |                    |                    |
|  | 2                                                     | Philadelphia Flyers      | 4                        | Eastern Conference | Eastern Conference    | Eastern Conference    |                       |                   |                   |                   |                   |                   |  |  |                    |                    |                    |
|  | 7                                                     | Buffalo Sabres           | 1                        |                    |                       |                       |                       |                   |                   |                   |                   |                   |  |  |                    |                    |                    |
|  | 7                                                     | Buffalo Sabres           | 1                        | 2                  | Philadelphia Flyers   | 2                     |                       |                   |                   |                   |                   |                   |  |  |                    |                    |                    |
|  |                                                       |                          |                          | 2                  | Philadelphia Flyers   | 2                     |                       |                   |                   |                   |                   |                   |  |  |                    |                    |                    |
|  |                                                       | 5                        | New Jersey Devils        | 4                  |                       |                       |                       |                   |                   |                   |                   |                   |  |  |                    |                    |                    |
|  | 3                                                     | 5                        | New Jersey Devils        | 4                  | Pittsburgh Penguins   | 4                     |                       |                   |                   |                   |                   |                   |  |  |                    |                    |                    |
|  | 3                                                     |                          |                          |                    | Pittsburgh Penguins   | 4                     |                       |                   |                   |                   |                   |                   |  |  |                    |                    |                    |
|  | 6                                                     | Washington Capitals      | 3                        |                    |                       |                       |                       |                   |                   |                   |                   |                   |  |  |                    |                    |                    |
|  | 6                                                     | Washington Capitals      | 3                        |                    |                       |                       |                       |                   |                   |                   |                   |                   |  |  |                    |                    |                    |
|  |                                                       |                          |                          |                    |                       |                       |                       |                   |                   |                   |                   |                   |  |  |                    |                    |                    |
|  | 4                                                     | Boston Bruins            | 1                        | 3                  | Pittsburgh Penguins   | 1                     |                       |                   |                   |                   |                   |                   |  |  |                    |                    |                    |
|  | 4                                                     | Boston Bruins            | 1                        | 3                  | Pittsburgh Penguins   | 1                     |                       |                   |                   |                   |                   |                   |  |  |                    |                    |                    |
|  | 5                                                     | New Jersey Devils        | 4                        | 5                  | New Jersey Devils     | 4                     |                       |                   |                   |                   |                   |                   |  |  |                    |                    |                    |
|  | 5                                                     | New Jersey Devils        | 4                        | 5                  | New Jersey Devils     | 4                     | E5                    | New Jersey Devils | 4                 |                   |                   |                   |  |  |                    |                    |                    |
|  | (Die Teams werden nach der ersten Runde neu gesetzt.) |                          |                          |                    |                       |                       | E5                    | New Jersey Devils | 4                 |                   |                   |                   |  |  |                    |                    |                    |
|  |                                                       | W1                       | Detroit Red Wings        | 0                  |                       |                       |                       |                   |                   |                   |                   |                   |  |  |                    |                    |                    |
|  | 1                                                     | W1                       | Detroit Red Wings        | 0                  | Detroit Red Wings     | 4                     |                       | 1                 | Detroit Red Wings | 4                 |                   |                   |  |  |                    |                    |                    |
|  | 1                                                     |                          |                          |                    | Detroit Red Wings     | 4                     |                       | 1                 | Detroit Red Wings | 4                 |                   |                   |  |  |                    |                    |                    |
|  | 8                                                     | Dallas Stars             | 1                        | 7                  | San Jose Sharks       | 0                     |                       |                   |                   |                   |                   |                   |  |  |                    |                    |                    |
|  | 8                                                     | Dallas Stars             | 1                        | 7                  | San Jose Sharks       | 0                     |                       |                   |                   |                   |                   |                   |  |  |                    |                    |                    |
|  |                                                       |                          |                          |                    |                       |                       |                       |                   |                   |                   |                   |                   |  |  |                    |                    |                    |
|  | 2                                                     | Calgary Flames           | 3                        |                    |                       |                       |                       |                   |                   |                   |                   |                   |  |  |                    |                    |                    |
|  | 2                                                     | Calgary Flames           | 3                        |                    |                       |                       |                       |                   |                   |                   |                   |                   |  |  |                    |                    |                    |
|  | 7                                                     | San Jose Sharks          | 4                        |                    |                       |                       |                       |                   |                   |                   |                   |                   |  |  |                    |                    |                    |
|  | 7                                                     | San Jose Sharks          | 4                        | 1                  | Detroit Red Wings     | 4                     |                       |                   |                   |                   |                   |                   |  |  |                    |                    |                    |
|  |                                                       |                          |                          | 1                  | Detroit Red Wings     | 4                     |                       |                   |                   |                   |                   |                   |  |  |                    |                    |                    |
|  |                                                       | 4                        | Chicago Blackhawks       | 1                  |                       |                       |                       |                   |                   |                   |                   |                   |  |  |                    |                    |                    |
|  | 3                                                     | 4                        | Chicago Blackhawks       | 1                  | St. Louis Blues       | 3                     |                       |                   |                   |                   |                   |                   |  |  |                    |                    |                    |
|  | 3                                                     |                          |                          |                    | St. Louis Blues       | 3                     |                       |                   |                   |                   |                   |                   |  |  |                    |                    |                    |
|  | 6                                                     | Vancouver Canucks        | 4                        | Western Conference | Western Conference    | Western Conference    |                       |                   |                   |                   |                   |                   |  |  |                    |                    |                    |
|  | 6                                                     | Vancouver Canucks        | 4                        | Western Conference | Western Conference    | Western Conference    |                       |                   |                   |                   |                   |                   |  |  |                    |                    |                    |
|  |                                                       |                          |                          |                    |                       |                       |                       |                   |                   |                   |                   |                   |  |  |                    |                    |                    |
|  | 4                                                     | Chicago Blackhawks       | 4                        | 4                  | Chicago Blackhawks    | 4                     |                       |                   |                   |                   |                   |                   |  |  |                    |                    |                    |
|  | 5                                                     | Toronto Maple Leafs      | 3                        | 6                  | Vancouver Canucks     | 0                     |                       |                   |                   |                   |                   |                   |  |  |                    |                    |                    |

## NHL Awards und vergebene Trophäen
- Hauptartikel: NHL Awards 1995

| Auszeichnung                    | Spieler                             | Team                |
| ------------------------------- | ----------------------------------- | ------------------- |
| Alka-Seltzer Plus Award:        | Ron Francis                         | Pittsburgh Penguins |
| Art Ross Trophy:                | Jaromír Jágr                        | Pittsburgh Penguins |
| Bill Masterton Memorial Trophy: | Pat LaFontaine                      | Buffalo Sabres      |
| Calder Memorial Trophy:         | Peter Forsberg                      | Québec Nordiques    |
| Conn Smythe Trophy:             | Claude Lemieux                      | New Jersey Devils   |
| Frank J. Selke Trophy:          | Ron Francis                         | Pittsburgh Penguins |
| Hart Memorial Trophy:           | Eric Lindros                        | Philadelphia Flyers |
| Jack Adams Award:               | Marc Crawford                       | Québec Nordiques    |
| James Norris Memorial Trophy:   | Paul Coffey                         | Detroit Red Wings   |
| King Clancy Memorial Trophy:    | Joe Nieuwendyk                      | Calgary Flames      |
| Lady Byng Memorial Trophy:      | Ron Francis                         | Pittsburgh Penguins |
| Lester B. Pearson Award:        | Eric Lindros                        | Philadelphia Flyers |
| Lester Patrick Trophy:          | Joe Mullen Brian Mullen Bob Fleming |                     |
| Vezina Trophy:                  | Dominik Hašek                       | Buffalo Sabres      |
| William M. Jennings Trophy:     | Ed Belfour                          | Chicago Blackhawks  |
| Presidents’ Trophy              | Presidents’ Trophy                  | Detroit Red Wings   |
| Prince of Wales Trophy          | Prince of Wales Trophy              | New Jersey Devils   |
| Clarence S. Campbell Bowl       | Clarence S. Campbell Bowl           | Detroit Red Wings   |
| Stanley Cup                     | Stanley Cup                         | New Jersey Devils   |